# Linguizzetta
Linguizzetta est une commune française située dans la circonscription départementale de la Haute-Corse et le territoire de la collectivité de Corse. Elle appartient à l'ancienne piève de Verde.

## Géographie
Située au nord de la plaine d'Aléria, Linguizzetta est la commune la plus orientale de Corse, et donc de France métropolitaine.

## Urbanisme

### Typologie
Au 1er janvier 2024, Linguizzetta est catégorisée commune rurale à habitat dispersé, selon la nouvelle grille communale de densité à sept niveaux définie par l'Insee en 2022.
Elle est située hors unité urbaine et hors attraction des villes,.
La commune, bordée par la mer Méditerranée, est également une commune littorale au sens de la loi du 3 janvier 1986, dite loi littoral. Des dispositions spécifiques d’urbanisme s’y appliquent dès lors afin de préserver les espaces naturels, les sites, les paysages et l’équilibre écologique du littoral, tel le principe d'inconstructibilité, en dehors des espaces urbanisés, sur la bande littorale des 100 mètres, ou plus si le plan local d’urbanisme le prévoit.

### Occupation des sols
L'occupation des sols de la commune, telle qu'elle ressort de la base de données européenne d’occupation biophysique des sols Corine Land Cover (CLC), est marquée par l'importance des territoires agricoles (49 % en 2018), néanmoins en diminution par rapport à 1990 (51,6 %). La répartition détaillée en 2018 est la suivante : 
milieux à végétation arbustive et/ou herbacée (38,3 %), zones agricoles hétérogènes (20 %), cultures permanentes (16,9 %), prairies (9,1 %), forêts (9 %), terres arables (3 %), espaces verts artificialisés, non agricoles (1,6 %), zones urbanisées (0,9 %), espaces ouverts, sans ou avec peu de végétation (0,5 %), zones humides intérieures (0,4 %), eaux maritimes (0,4 %). L'évolution de l’occupation des sols de la commune et de ses infrastructures peut être observée sur les différentes représentations cartographiques du territoire : la carte de Cassini (XVIIIe siècle), la carte d'état-major (1820-1866) et les cartes ou photos aériennes de l'IGN pour la période actuelle (1950 à aujourd'hui).

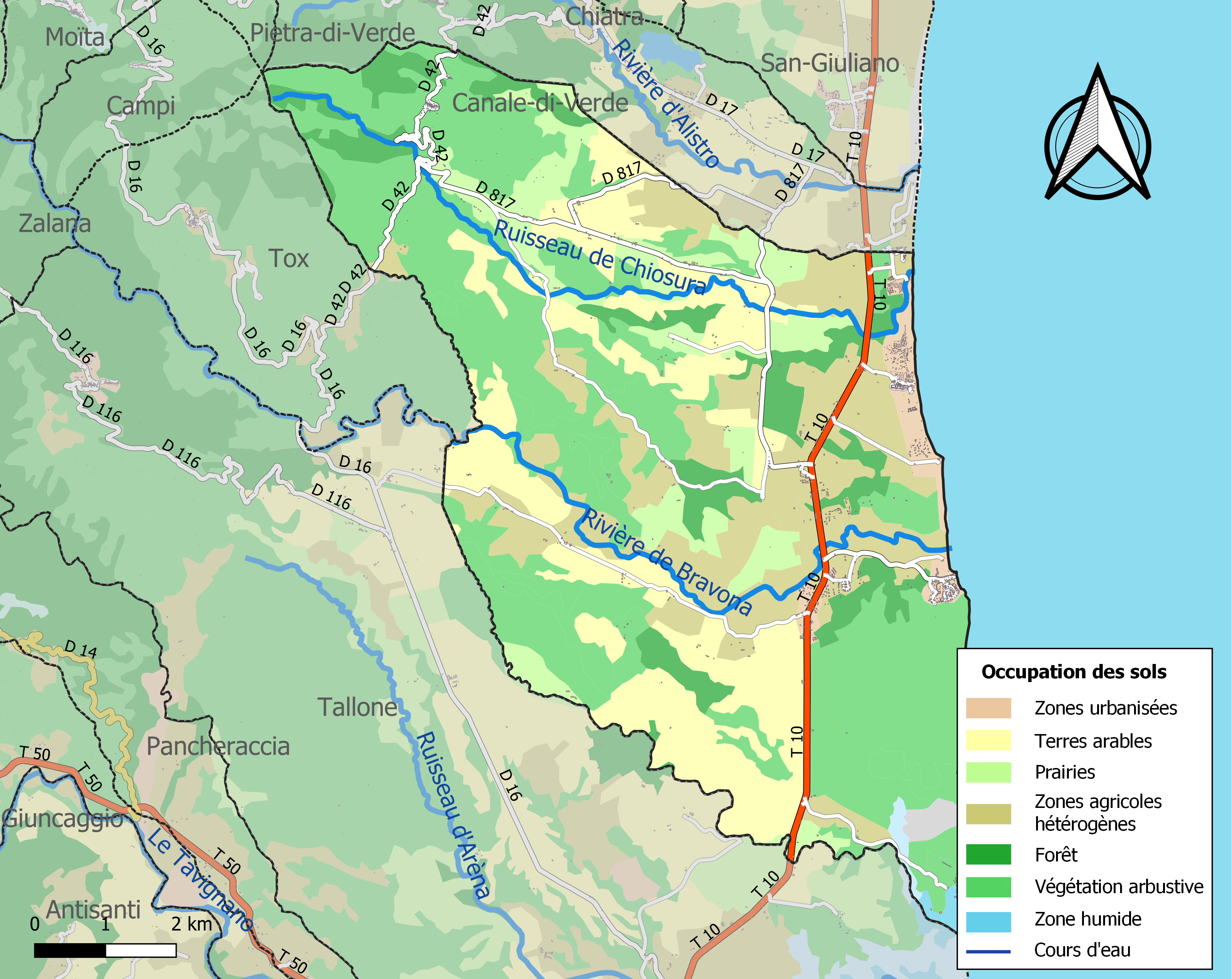
Carte des infrastructures et de l'occupation des sols de la commune en 2018 (CLC).

## Toponymie
Le nom corse de la commune est également Linguizzetta [liŋgʷitˈtsɛtta]. Ses habitants sont les Linguizzettacci.

## Politique et administration

### Liste des maires
| Période                                  | Période  | Identité              | Étiquette | Qualité     |
| ---------------------------------------- | -------- | --------------------- | --------- | ----------- |
| 1995                                     | 2008     | Jean-Félix Durastanti | .         | .           |
| 2008                                     | En cours | Séverin Medori        | PS        | Agriculteur |
| Les données manquantes sont à compléter. |          |                       |           |             |

## Démographie
L'évolution du nombre d'habitants est connue à travers les recensements de la population effectués dans la commune depuis 1800. Pour les communes de moins de 10 000 habitants, une enquête de recensement portant sur toute la population est réalisée tous les cinq ans, les populations de référence des années intermédiaires étant quant à elles estimées par interpolation ou extrapolation. Pour la commune, le premier recensement exhaustif entrant dans le cadre du nouveau dispositif a été réalisé en 2008.

En 2022, la commune comptait 1 134 habitants, en évolution de +0,62 % par rapport à 2016 (Haute-Corse : +5,15 %, France hors Mayotte : +2,11 %).
| 1800 | 1806 | 1821 | 1831 | 1836 | 1841 | 1846 | 1851 | 1856 |
| ---- | ---- | ---- | ---- | ---- | ---- | ---- | ---- | ---- |
| 668  | 404  | 368  | 348  | 438  | 466  | 613  | 504  | 530  |

| 1861 | 1866 | 1872 | 1876 | 1881 | 1886 | 1891 | 1896 | 1901 |
| ---- | ---- | ---- | ---- | ---- | ---- | ---- | ---- | ---- |
| 595  | 630  | 621  | 657  | 605  | 582  | 644  | 653  | 602  |

| 1906 | 1911 | 1921 | 1926 | 1931 | 1936 | 1946 | 1954 | 1962 |
| ---- | ---- | ---- | ---- | ---- | ---- | ---- | ---- | ---- |
| 605  | 589  | 543  | 531  | 533  | 549  | 532  | 508  | 187  |

| 1968 | 1975  | 1982 | 1990 | 1999 | 2006  | 2008  | 2013  | 2018  |
| ---- | ----- | ---- | ---- | ---- | ----- | ----- | ----- | ----- |
| 758  | 1 053 | 751  | 755  | 939  | 1 005 | 1 025 | 1 099 | 1 087 |

| 2022  | - | - | - | - | - | - | - | - |
| ----- | - | - | - | - | - | - | - | - |
| 1 134 | - | - | - | - | - | - | - | - |

## Tourisme
C'est sur le littoral de la commune de Linguizzetta que se sont installés les plus grands centres naturistes de Corse, qui accueillent chaque été des milliers de vacanciers.

## Culture locale et patrimoine

### Lieux et monuments
- L'église Saint-Pierre-et-Saint-Paul de Linguizzetta

#### Ancien couvent de Verde

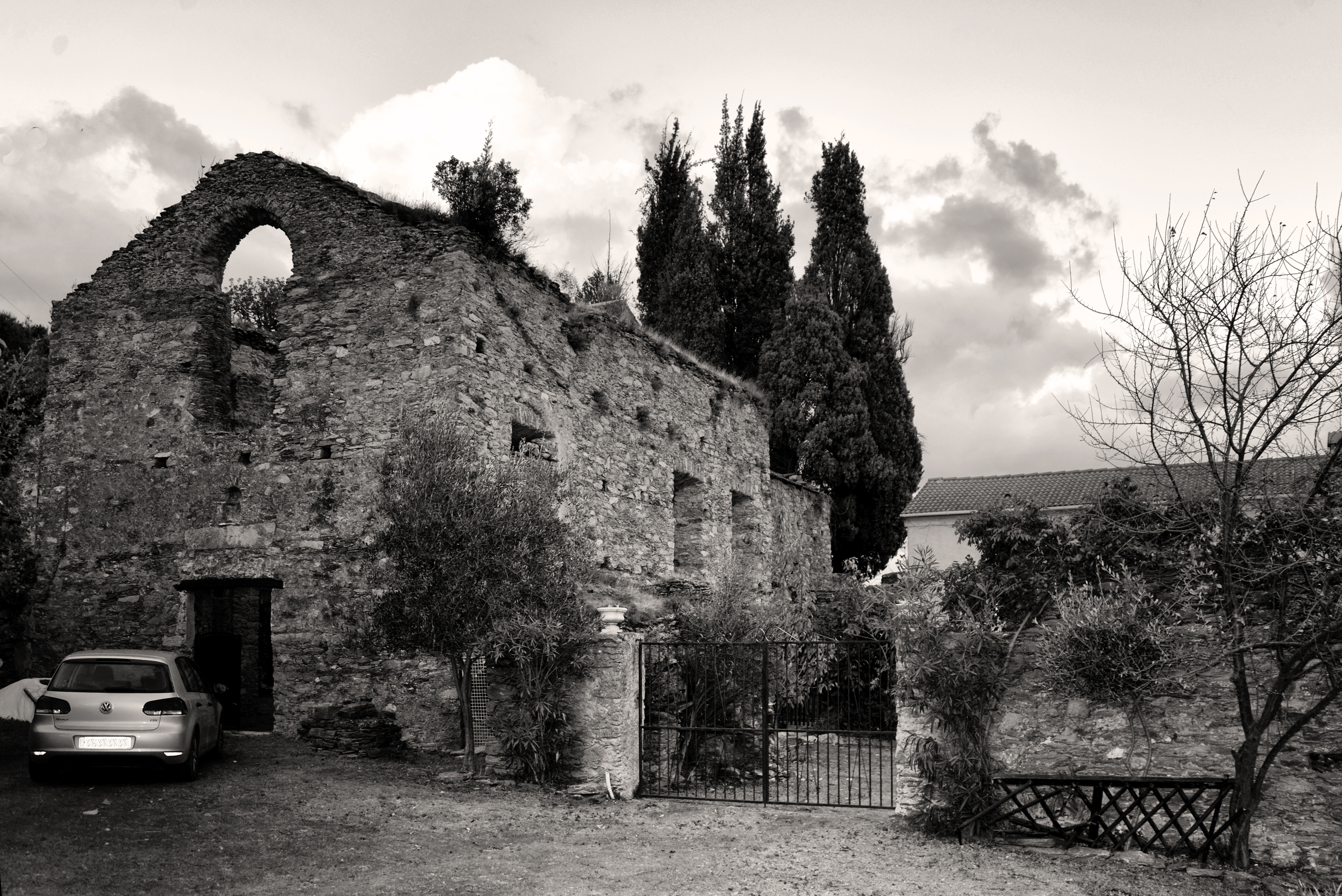
L'ancien couvent de Verde.

Le couvent de moines capucins dit « de Verde » avait été édifié au XVIIe siècle, à la vue de la mer, et à un mille au N-NE du village. Il a été remanié au XVIIIe siècle.
L'église conventuelle figure sur le plan Terrier établi en 1795 « le couvent de capucins de Linguizzetta », avec lequel elle forme un carré. La porte d'entrée est surmontée d'un linteau de bois et d'un linteau monolithe en remploi qui porte la date gravée de 1656 date de son édification. 
Un document d'archives mentionnait déjà le mauvais état de sa charpente dès 1828. Propriété privée, il est aujourd'hui en ruine.
L'ancien couvent de Verde a hébergé Théodore Ier, Théodore de Neuhoff, roi de Corse, qui s'y était installé quelques jours à la mi-août 1736, durant la grande révolte des Corses contre Gênes.

### Personnalités liées à la commune
- Le baron Théodore de Neuhoff (1694-1756), éphémère roi de Corse, d'avril à novembre 1736, séjourna quelques jours au couvent de Verde.